# اعتدال مساوی
اعتدال مساوی یا اعتدال یکسان (انگلیسی: Equal temperament) اعتدال یا سیستمی برای کوک است که در آن، فاصله هر جفت نت مجاور از یکدیگر، برابر و مساوی باشد. به بیان دیگر، نسبت‌هایی مساوی از بسامدهای هر جفت نت مجاور وجود دارد. وقتی نواک به صورت لگاریتم بسامد (نه خود آن) در نظر گرفته‌شود، فاصله هر نت با نت مجاورش، برابر خواهد شد.
در کوک‌بندی اعتدال مساوی، ایجاد فواصل، اغلب با تقسیم فاصله‌های دلخواه بزرگ‌تر فراهم می‌شود. معمولاً اکتاو (نسبت ۲:۱) به تعدادی بخش کوچک‌تر (با نسبت بسامد برابر بین نت‌های پی‌درپی) تقسیم می‌شود. عموماً رایج‌ترین سیستم کوک‌بندی چند سده اخیر در موسیقی کلاسیک و غربی، اعتدال مساوی دوازده‌نتی بوده و چنین باقی مانده که اکتاو را به ۱۲ بخش تقسیم می‌کند و تمام آن‌ها در مقیاس لگاریتمی، نسبتی برابر با ریشه دوازدهم عدد دو دارند (۱٫۰۵۹۴۶≅ ۲√۱۲). در این تقسیم‌بندی، کوچک‌ترین فاصله، برابر است با یک‌دوازدهم اکتاو که نیم‌پرده خوانده می‌شود. در دوران مدرن اعتدال مساوی دوازده‌نتی به صورت نواک استاندارد بسامد ۴۴۰ کوک می‌شود که به اختصار، آ۴۴۰ خوانده می‌شود و به این معناست که هر نت به صورت آ۴۴۰ کوک شده‌است و باقی نت‌ها هم با آن، چند نیم‌پرده در همان جهت فاصله دارند. استاندارد نواک هم همیشه ۴۴۰ نیست و در سده‌های اخیر، کمی افزایش یافته‌است.

## تاریخچه
بسیاری از محققان معاصر معتقدند که آریستوکسنوس، فیلسوف یونانی که شاگرد ارسطو بود، اولین کسی بود که نظام کوک فیثاغورثی را مردود دانست و گفت فواصل موسیقی باید بر اساس این که چگونه شنیده می‌شوند قضاوت شوند، نه بر اساس تطابقشان با نسبت‌های خاص ریاضی. با این حال تا دوران رنسانس و ابتدای قرن شانزدهم، کوک فیثاغورثی روش رایج برای کوک‌کردن سازها بود. در قرن شانزدهم اعتدال میانگین تبدیل به روش رایج کوک‌بندی سازها شد اما این روش اگر چه برخی مشکلات کوک فیثاغورثی را حل می‌کرد اما کماکان اجازهٔ مدولاسیون آزادانه از گامی به گام دیگر را به نوازنده نمی‌داد.
در موسیقی غربی، اعتدال‌های مناسب در همان قرن شانزدهم هم مورد استفاده بود چنان‌که وینچنزو گالیله (پدر گالیلئو گالیله دانشمند مشهور ایتالیایی) هم محاسباتی برای اندازه‌گیری اعتدال مساوی انجام داده‌بود. اعتدال موسیقی با گسترش موسیقی باروک گسترش یافت چنان‌که یوهان سباستین باخ در قرن هجدهم در کلاویه خوش‌آهنگ قطعاتی متعدد مخصوص پیانویی نوشت که با اعتدال مساوی کوک شده باشد. این تحولات نهایتاً منجر به فراگیر شدن اعتدال مساوی به عنوان کوک‌بندی رایج سازها در موسیقی کلاسیک شد که تا به امروز هم ادامه دارد.
در موسیقی ایرانی، عربی و ترکی که ریزپرده‌ای است استفاده از کوک‌های مبتنی بر اعتدال مساوی تا قرن بیستم رایج نبود. اولین اشاره‌ها به استفاده از اعتدال مساوی در این نوع موسیقی میخائیل مشاقه موسیقی‌دان سوریه‌ای در قرن نوزدهم مطرح کرد. در موسیقی ایرانی اعتدال مساوی پس از آن رواج یافت که در دههٔ ۱۹۲۰ میلادی علینقی وزیری آن را به عنوان روش کوک‌بندی سازهای ایرانی مطرح کرد.